# Ferenc Borsányi
Ferenc Borsányi (Budapest, 30 giugno 1902 – Budapest, 24 ottobre 1958) è stato un calciatore ungherese, di ruolo centrocampista.

## Carriera
Centrocampista affidabile, dallo spirito combattivo ma dotato anche di buona tecnica, collezionò 24 presenze con la Nazionale ungherese.
A livello di club trascorse la parte migliore della sua carriera nell'Újpest, con cui vinse 4 campionati ungheresi (1929-30, 1930-31, 1932-33, 1934–35), 1 Coppa dell'Europa Centrale (poi Coppa Mitropa) (1929) e Coupe des Nations 1930.

## Statistiche

### Cronologia presenze e reti in Nazionale
| Cronologia completa delle presenze e delle reti in nazionale ― Ungheria | Cronologia completa delle presenze e delle reti in nazionale ― Ungheria | Cronologia completa delle presenze e delle reti in nazionale ― Ungheria | Cronologia completa delle presenze e delle reti in nazionale ― Ungheria | Cronologia completa delle presenze e delle reti in nazionale ― Ungheria | Cronologia completa delle presenze e delle reti in nazionale ― Ungheria | Cronologia completa delle presenze e delle reti in nazionale ― Ungheria | Cronologia completa delle presenze e delle reti in nazionale ― Ungheria |
| Data                                                                    | Città                                                                   | In casa                                                                 | Risultato                                                               | Ospiti                                                                  | Competizione                                                            | Reti                                                                    | Note                                                                    |
| ----------------------------------------------------------------------- | ----------------------------------------------------------------------- | ----------------------------------------------------------------------- | ----------------------------------------------------------------------- | ----------------------------------------------------------------------- | ----------------------------------------------------------------------- | ----------------------------------------------------------------------- | ----------------------------------------------------------------------- |
| 31-8-1924                                                               | Budapest                                                                | Ungheria                                                                | 4 – 0                                                                   | Polonia                                                                 | Amichevole                                                              | -                                                                       |                                                                         |
| 6-6-1926                                                                | Budapest                                                                | Ungheria                                                                | 2 – 1                                                                   | Cecoslovacchia                                                          | Amichevole                                                              | -                                                                       |                                                                         |
| 19-9-1926                                                               | Vienna                                                                  | Austria                                                                 | 2 – 3                                                                   | Ungheria                                                                | Amichevole                                                              | -                                                                       |                                                                         |
| 19-12-1926                                                              | Vigo                                                                    | Spagna                                                                  | 4 – 2                                                                   | Ungheria                                                                | Amichevole                                                              | -                                                                       | 17’ 20’                                                                 |
| 10-4-1927                                                               | Vienna                                                                  | Austria                                                                 | 6 – 0                                                                   | Ungheria                                                                | Amichevole                                                              | -                                                                       |                                                                         |
| 9-10-1927                                                               | Budapest                                                                | Ungheria                                                                | 1 – 2                                                                   | Cecoslovacchia                                                          | Amichevole                                                              | -                                                                       |                                                                         |
| 25-3-1928                                                               | Roma                                                                    | Italia                                                                  | 4 – 3                                                                   | Ungheria                                                                | Coppa Internazionale 1927-1930                                          | -                                                                       |                                                                         |
| 24-2-1929                                                               | Colombes                                                                | Francia                                                                 | 3 – 0                                                                   | Ungheria                                                                | Amichevole                                                              | -                                                                       |                                                                         |
| 14-4-1929                                                               | Berna                                                                   | Svizzera                                                                | 4 – 5                                                                   | Ungheria                                                                | Coppa Internazionale 1927-1930                                          | -                                                                       |                                                                         |
| 8-9-1929                                                                | Praga                                                                   | Cecoslovacchia                                                          | 1 – 1                                                                   | Ungheria                                                                | Coppa Internazionale 1927-1930                                          | -                                                                       |                                                                         |
| 6-10-1929                                                               | Budapest                                                                | Ungheria                                                                | 2 – 1                                                                   | Austria                                                                 | Amichevole                                                              | -                                                                       |                                                                         |
| 13-4-1930                                                               | Basilea                                                                 | Svizzera                                                                | 2 – 2                                                                   | Ungheria                                                                | Amichevole                                                              | -                                                                       |                                                                         |
| 11-5-1930                                                               | Budapest                                                                | Ungheria                                                                | 0 – 5                                                                   | Italia                                                                  | Coppa Internazionale 1927-1930                                          | -                                                                       |                                                                         |
| 22-3-1931                                                               | Praga                                                                   | Cecoslovacchia                                                          | 3 – 3                                                                   | Ungheria                                                                | Coppa Internazionale 1931-1932                                          | -                                                                       |                                                                         |
| 21-5-1931                                                               | Belgrado                                                                | Jugoslavia                                                              | 3 – 2                                                                   | Ungheria                                                                | Amichevole                                                              | -                                                                       |                                                                         |
| 20-9-1931                                                               | Budapest                                                                | Ungheria                                                                | 3 – 0                                                                   | Cecoslovacchia                                                          | Amichevole                                                              | -                                                                       |                                                                         |
| 4-10-1931                                                               | Budapest                                                                | Ungheria                                                                | 2 – 2                                                                   | Austria                                                                 | Coppa Internazionale 1931-1932                                          | -                                                                       |                                                                         |
| 13-12-1931                                                              | Torino                                                                  | Italia                                                                  | 3 – 2                                                                   | Ungheria                                                                | Coppa Internazionale 1931-1932                                          | -                                                                       |                                                                         |
| 19-2-1932                                                               | Il Cairo                                                                | Egitto                                                                  | 0 – 0                                                                   | Ungheria                                                                | Amichevole                                                              | -                                                                       |                                                                         |
| 20-3-1932                                                               | Praga                                                                   | Cecoslovacchia                                                          | 1 – 3                                                                   | Ungheria                                                                | Amichevole                                                              | -                                                                       | Cap.                                                                    |
| 8-5-1932                                                                | Budapest                                                                | Ungheria                                                                | 1 – 1                                                                   | Italia                                                                  | Coppa Internazionale 1931-1932                                          | -                                                                       |                                                                         |
| 19-6-1932                                                               | Berna                                                                   | Svizzera                                                                | 3 – 1                                                                   | Ungheria                                                                | Coppa Internazionale 1931-1932                                          | -                                                                       | Cap.                                                                    |
| 2-10-1932                                                               | Budapest                                                                | Ungheria                                                                | 2 – 3                                                                   | Austria                                                                 | Amichevole                                                              | -                                                                       | Cap.                                                                    |
| 30-10-1932                                                              | Budapest                                                                | Ungheria                                                                | 2 – 1                                                                   | Germania                                                                | Amichevole                                                              | -                                                                       | Cap.                                                                    |
| Totale                                                                  |                                                                         | Presenze                                                                | 24                                                                      |                                                                         | Reti                                                                    | 0                                                                       |                                                                         |

## Palmarès

### Giocatore

#### Competizioni nazionali
- Campionato ungherese: 4

Újpest: 1929-1930, 1930-1931, 1932-1933, 1934-1935

#### Competizioni internazionali
- Coppa dell'Europa Centrale: 1

Újpesti FC: 1929
- Coupe des Nations: 1

Újpest: 1930